# Томпсон, Кэролайн
Кэ́ролайн То́мпсон (англ. Caroline Thompson; 23 апреля 1956, Вашингтон, США) — американский кинорежиссёр, сценаристка и продюсер.

## Биография
Кэролайн Томпсон родилась 23 апреля 1956 года в Вашингтоне (США) в семье юриста Томаса Карлтона Томпсона и учительницы Бетти Маршалл (в девичестве Уорнер). Позже переехала в Кембридж (Массачусетс), где она посещала в «Radcliffe College» и Гарвардский университет, а в 1978 году окончила Амхерстский колледж, получив степень по английскому языку и английской литературе.
Томпсон переехала в Лос-Анджелес, зарабатывая работой внештатного книжного рецензента и писателя. В 1983 году она опубликовала роман «Первенец», по которой режиссёр Пенелопа Сфирис решила снять фильм, а сама Томпсон писала сценарий. Хотя фильм и не был завершён, Томпсон получила известность.
Работала над фильмами «Таинственный сад», «Чёрный Красавец», «Дорога домой: Невероятное путешествие», «Семейка Аддамс» и «Белоснежка».
В 1982—1985 годы Кэролайн была замужем за романистом Генри Бромеллом (1947—2013). В настоящее время Томпсон замужем во второй раз за продюсером Стивом Николайдзом.